# Asha Ali
Asha Ali (7 giugno 1980) è una cantante etiope naturalizzata svedese.

## Biografia
Nata in Etiopia, Asha Ali è cresciuta nel sobborgo Svedmyra di Stoccolma. Ha debuttato nel mondo musicale nel 2005 con l'EP Warm Front, seguito l'anno successivo dall'album eponimo, che ha conquistato candidature ai premi P3 Guld e ai Grammis, il principale riconoscimento musicale svedese, per il miglior debutto dell'anno.
Nel 2007 ha realizzato A Promise Broken, colonna sonora del film Underbar och älskad av alla, mentre nel 2009 ha ottenuto il suo primo ingresso nella classifica svedese con il brano The Time Is Now, che ha raggiunto l'11ª posizione.

## Discografia

### Album
- 2006 – Asha Ali
- 2009 – Hurricane
- 2014 – Loud and Out of Place

### EP
- 2005 – Warm Fronts

### Singoli
- 2007 – A Promise Broken
- 2014 – Stop Talking
- 2015 – Go the Distance
- 2015 – Any Higher